# Denis de Rougemont
Denis de Rougemont (Couvet, cantão de Neuchâtel, 8 de setembro de 1906 - Genebra, 6 de dezembro de 1985) foi um escritor e ambientalista suíço. Sua obra L'Amour et l'Occident, traduzida para o inglês como Love in the Western World; foi listada como um dos 100 Melhores Livros Não-Fictícios do Século, pela revista National Review.

## Biografia
Filho de uma família protestante do cantão de Neuchâtel, Denis de Rougemont inicia os estudos superiores na Faculdade de Letras da Universidade de Neuchâtel, na qual frequenta diversas disciplinas, entre as quais a cadeira de epistemologia genética lecionada por Jean Piaget. Ao mesmo tempo, realiza diversas viagens: Prússia Oriental, Hungria, Viena, onde frequenta a universidade durante um ano, Itália e Genebra, em cuja universidade estuda alemão e latim. É nesta mesma cidade que publica, em 1928, a sua primeira obra: "Les méfaits de l’instruction publique", em que ataca, numa crítica acerba, a instituição escolar, que, no seu entender, nega o desenvolvimento da "pessoa" e a alteridade. A escola afeiçoaria os cidadãos em obedientes e zelosos servidores do Estado, e em eleitores passivos, autorizando a recondução das burguesias nacionais e locais vigentes ao poder.
O ano de 1930 consagra a sua formatura, licenciando-se em letras nas vertentes do francês, latim, alemão e também em história, psicologia e filosofia; impressionante bagagem cultural que lhe valerá perspectivas pluridisciplinares das grandes questões do século XX. No ano seguinte, é-lhe entregue a direcção literária das edições "Je Sers", nas quais protagoniza a publicação de autores como Kierkegaard, Karl Barth, ou ainda Ortega y Gasset. Porém, o profícuo ano de 1931 não se esgota aqui; conhece Alexandre Marc, Emmanuel Mounier, Arnaud Dandieu e Robert Aron, com os quais irá desenvolver uma intensão produção literária em torno dos temas federalistas e personalistas. Finalmente, para concluir este importante ano para Rougemont, colabora nas revistas "Plans" e "Nouvelle Revue Française". O ano de 1932 não é menos proveitoso, participando no lançamento dos grupos personalistas Esprit (dirigidos por Mounier e Izard) e Ordre Nouveau, e das respectivas revistas nas quais cooperará activamente. É importante referir, para uma melhor compreensão do seu pensamento, a colaboração na revista "Hic et Nunc", do teólogo suíço Karl Barth. Rougemont afirma convictamente a sua fé cristã, de índole protestante, fator decisivo na construção da sua visão personalista do indivíduo, tributária do ideário de Barth.
Os vários artigos, inseridos nas diferentes revistas em que participara, formam a trama das suas primeiras grandes obras: "La Politique de la Personne" (1934), caracterizada como uma das obras fundadoras do movimento personalista, e "Penser avec les mains" (1936). Estes dois escritos de referência do pensamento do ensaísta suíço formam o corpus do seu ideário personalista, o qual teremos oportunidade de aprofundar posteriormente. Aí pugna pelo primado da "pessoa" e da sua ligação à comunidade, reafirmando o dever dos intelectuais em restabelecer os valores fundamentais e concretos da "pessoa" e construir instituições que os respeitem. É neste sentido que Rougemont integra a instituição federal. Em 1939, é publicada a obra que lhe garante um renome internacional, "L’Amour et l’Occident", na qual estabelece a correlação entre federalismo, enquanto princípio filosófico, e a união matrimonial.
O advento da Segunda Guerra Mundial, e a subida ao poder do nacional-socialismo na Alemanha que lhe antecede, levam Denis de Rougemont a tomar posição contra o regime do Führer. Publica "Journal d’Allemagne", em 1938, e funda a "Liga du Gothard", em resistência ao autoritarismo hitleriano, no ano de 1940. Tornando-se incomodativo para a neutralidade suíça, é enviado para os Estados Unidos, como conferencista, onde permanece até 1947. A carreira que inicia em terras do "Novo Mundo" materializa-se em duas obras: "La Part du Diable" (1942) e "Le Journal des deux mondes" (1946). Neste período, convive com inúmeros intelectuais e artistas europeus em exílio, como Antoine de Saint-Exupéry, Marcel Duchamp, André Breton, Max Ernst, Georges Gurvitch ou o conde de Coudenhove-Kalergi. É neste clima de convívio internacional que forja a sua posição cultural; à imagem do ideário que Paul Valéry retrata na "Crise de l’Esprit", Rougemont conceptualiza uma totalidade europeia assente na sua cultura una e diversa, nos seus valores comuns.
O seu regresso à Europa marca o início da sua carreira congressista militando arduamente pelos princípios federalistas. O seu discurso no primeiro congresso da União Europeia dos Federalistas, que tem lugar em Montreux em 1947, torna-o um dos principais arautos do federalismo; "L’Attitude fédéraliste" expõe as linhas fundamentais do federalismo pugnado por Denis de Rougemont. No ano seguinte, é-lhe incumbida a tarefa de redigir o relatório da comissão cultural do Congresso da Europa que, sob a presidência honorífica de Winston Churchill, tem lugar na cidade de Haia entre 7 e 10 de maio de 1948. É ainda designado relator da declaração final.
O congresso de Haia marca os alvores do Centro Europeu da Cultura, que é inaugurado, em Genebra, a 7 de outubro de 1950. O escritor suíço consagrar-lhe-á o essencial das suas forças, dinamizando-o com a organização de inúmeros eventos culturais, e dirigindo-o até à data da sua morte. Desejoso de o tornar integralmente independente de qualquer ideologia política origina a criação da Fundação Europeia da Cultura, presidida por Robert Schuman.
Interessado pelo mundo oriental, viaja até à Índia onde se encontra com Nehru. A descoberta do Oriente inspirar-lhe-á L’Aventure occidentale de l’homme (1957), obra na qual descreve os parâmetros distintivos e analógicos entre as culturas ocidental e oriental, esboçando os primeiros elementos de um «diálogo das culturas», numa atitude visando uma compreensão intercultural respeitadora das diferenças. A esfera cultural irá abranger as preocupações de Rougemont desabrochando na organização de uma Conferência Europa-Mundo realizada em Basileia, em 1965.
A história, cujo ensino demasiadamente ideológico condenara nos Méfaits de l’Instruction publique, preocupa-o. Publica, em 1961, "Vingt-huit siècle d’Europe", em que traça as grandes linhas da ideia europeia, cuja genealogia encontra na Grécia Antiga, atribuindo, à Europa, uma génese anterior à de qualquer nação do velho continente. Numa atitude pedagógica e formativa, empreende, por intermédio do Centro Europeu da Cultura e em colaboração com a Associação Europeia dos Professores, uma campanha de educação cívica europeia tendo, como alvo, os educadores, com o intuito de inculcar, nos educandos, os preceitos de uma cidadania europeia. Estes cursos decorrem entre 1961 e 1974.
A partir da década de 1960, o pensamento de Denis de Rougemont complementa-se com a abordagem às temáticas da ecologia e das regiões. Já abordara os problemas ecológicos nas "Lettres sur la Bombe Atomique", de 1946, dando uma atenção muito particular aos problemas da poluição e aos perigos do nuclear. Conceptualiza a ecologia no âmbito de um projecto abrangente à sociedade, centrado na responsabilidade da pessoa. À temática da ecologia, coaduna as entidades regionais como elemento organizador das políticas ambientais. A região, concebida como um espaço de participação cívica, é, na lógica de Rougemont, o alicerce para solidariedades efetivas. As suas duas últimas obras, de significativa dimensão, consignam estas ideias: "Lettre ouverte aux Européens", que dá à estampa em 1970, e "L’avenir est notre affaire", em 1977. Finalmente, coordena a elaboração do "Dictionnaire du Fédéralisme", cuja publicação sucede em 1994, já depois da sua morte, que ocorre a 6 de Dezembro de 1985.
Toda a sua obra pauta-se pela clarividência, coerência e circunspeção do seu pensamento. Se bem que moderadamente conhecida, a sua obra teve um impacto inegável sobre o movimento federalista e sobre a construção europeia. Fica, para a posteridade, uma quantidade impressionante de escritos sobre temas diversos, que podemos sintetizar, se tal tarefa for possível em escassas palavras, na defesa de uma Europa federada, congregada em torno de um denominador cultural comum, centrada no papel decisivo da pessoa e dinamizada pelas suas regiões.